# Phare d'Old Orchard Shoal

Le phare d'Old Orchard Shoal (en anglais : Old Orchard Shoal Light), était un phare à Caisson marquant un banc de sable actif situé dans la partie inférieure de la baie de New York, dans l'arrondissement de Staten Island (New York City-État de New York). Il a été détruit par l'ouragan Sandy le 29 octobre 2012 et remplacé par un autre.
Il était inscrit au Registre national des lieux historiques depuis le 20 septembre 2006 sous le n° 6000864 .

## Histoire
Old Orchard Shoal Light a été achevé et allumé le 25 avril 1893. Sa lentille de Fresnel a été retirée en 1950.
Le phare a été remplacé par un autre petit phare situé sur un récif au large du port de Great Kills, Staten Island (en) émettant un flash blanc par période de 6 secondes, d'un plan focal de 6 mètres.

## Description
Le phare ancien  était une tour circulaire en fonte  comprenant les quartiers de gardiens sur 3 étages, montés sur un caisson en fonte, avec galerie et lanterne de 14 m de haut. la lanterne et les 2/3 supérieurs du phare étaient peints en blanc, le tiers inférieur et le caisson en noir.
Identifiant : ARLHS : USA-565 ; USCG : 1-35395 - Admiralty : J1074 .

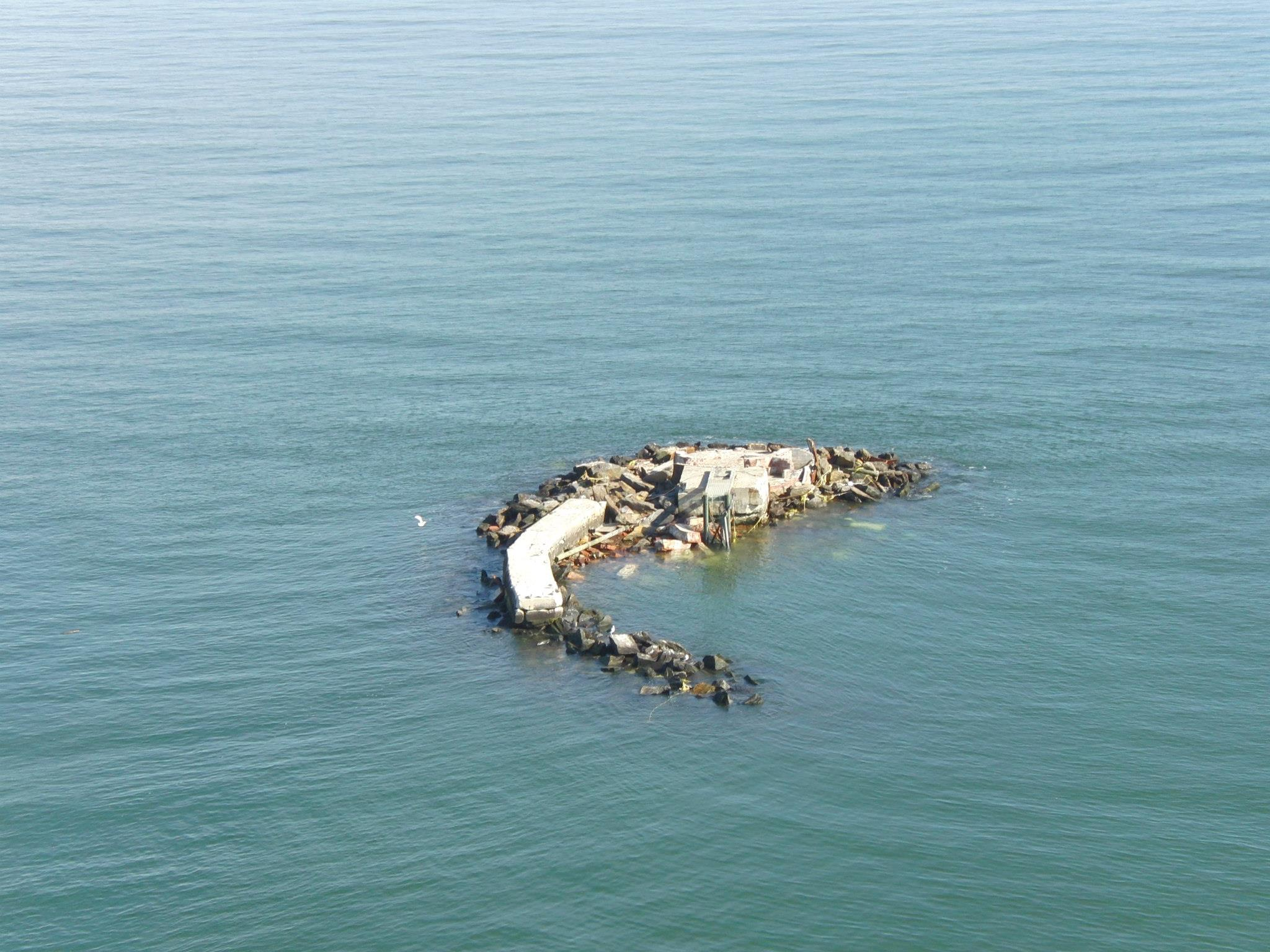
Old Orchard Shoal
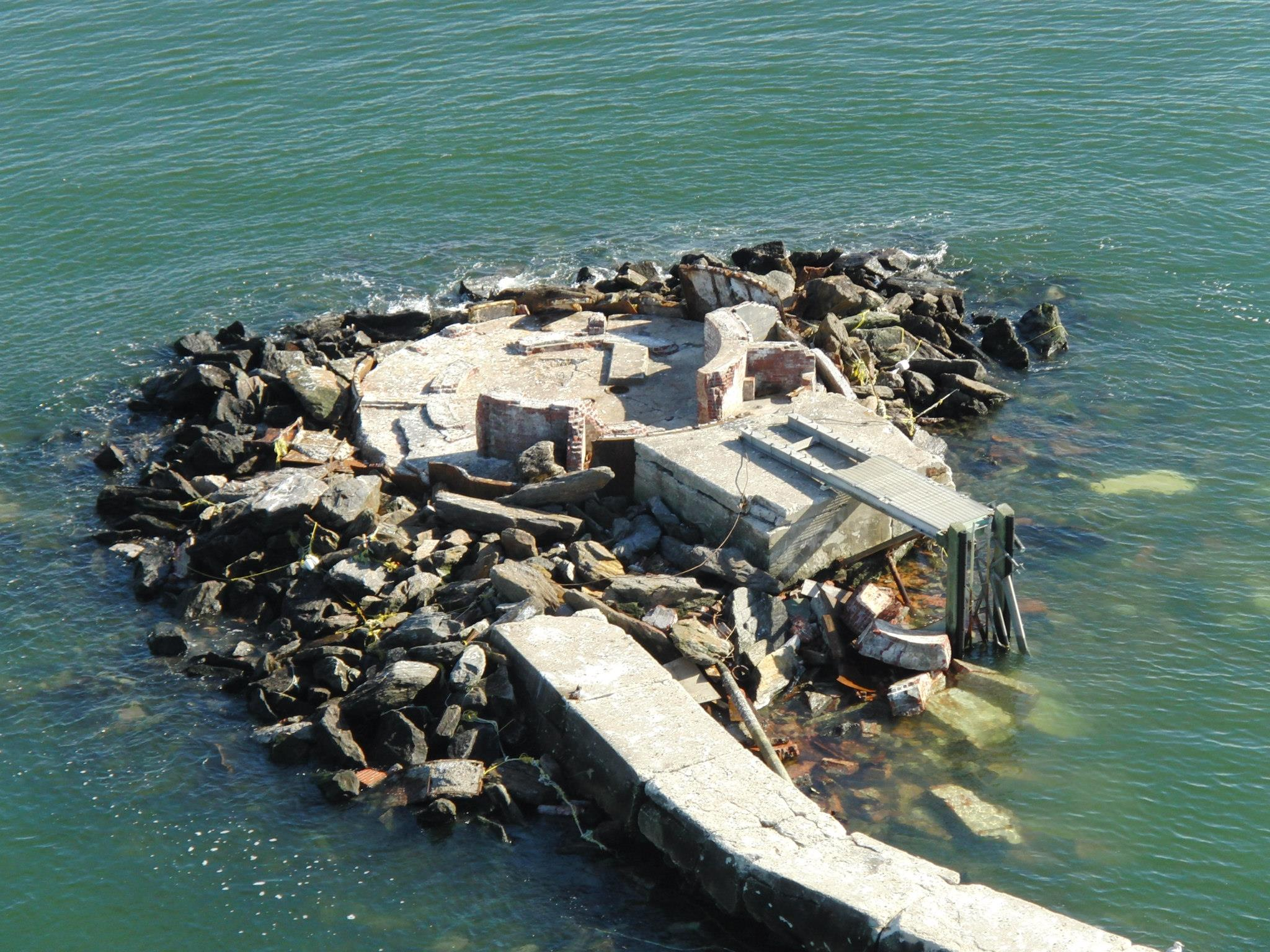
Le phare détruit en 2012

### Lien connexe
- Liste des phares de l'État de New York